# 1943 في لبنان
فيما يلي قوائم الأحداث التي وقعت خلال عام 1943 في لبنان.

## سياسة

### تعيين في المنصب
- 22 نوفمبر – بشارة الخوري رئيس الجمهورية اللبنانية.

## مواليد

### يناير
- 1 يناير – نقولا فتوش سياسي لبناني.

### أبريل
- 14 أبريل – فؤاد السنيورة سياسي لبناني.

### أغسطس
- 10 أغسطس – أنطوان غانم سياسي لبناني.

### سبتمبر
- 6 سبتمبر – سعاد جوزيف عالمة بعلوم الإنسان من الولايات المتحدة الأمريكية.

## وفيات

### يناير
- 9 يناير – أمين مجيد أرسلان (مواليد 1868)
- 21 يناير – أمين المعلوف (مواليد 1871)

### يونيو
- 5 يونيو – حكمت علي جنبلاط (مواليد 1905) سياسي لبناني.

### نوفمبر
- 3 نوفمبر – عباس أبو شقرا (مواليد 1880) صحفي و شاعر وناشط سياسي لبناني.